# Lari (pasăre)
Subordinul Lari este partea din ordinul Charadriiformes care include pescăruși, lupi de mare, rândunelele de mare, chire și ciovlici; restul ordinului este format din limicole și becațe. În urma unor cercetări recente, alcidele sunt acum incluse și ele în Lari. Uneori, turnicidele sunt, de asemenea, plasate aici, dar datele moleculare și înregistrările fosile sugerează mai degrabă că acestea sunt o ramură destul de bazală, împreună cu limicolele atipice și asemănătoare cu becațele.
Laridele sunt în general specii mai mari care se hrănesc cu pește din mare. Mai multe specii de pescăruși și lupi de mare jefuiesc specii mai mici, iar unele au devenit adaptate la mediile de uscat.
Subordinul Lari include cinci până la șase familii:
- Familia Dromadidae
- Familia Glareolidae – (17 specii)
- Familia Laridae – pescăruși, chire (103 specii)
- Familia Stercorariidae – lupi de mare (7 specii)
- Familia Alcidae – (25 de specii)

și uneori
- Familia Turnicidae – (18 spespeciicies)